# Donnie Darko (film)
Donnie Darko je ameriški surrealni psihološki triler, izdan leta 2001. Film je režiral in napisal Richard Kelly, v njem pa so igrali Jake Gyllenhaal, Drew Barrymore, Patrick Swayze, Maggie Gyllenhaal, Noah Wyle, Jena Malone in Mary McDonnell. Film govori o avanturah glavnega junaka, ki skuša odkriti smisel v svojih črnogledih vizijah.
Film je na začetku podjetje Newmarket Films, ki ga je produciralo, nameravalo izdati samo preko DVD-jev. Za snemanje filma so porabili 4,5 milijonov $, posneli pa so ga v osemindvajsetih dneh. Zaslužil je izredno malo denarja, le 4,1 milijonov $ po svetu, vendar je s strani kritikov prejel v glavnem pozitivne ocene in bil proglašen za kultni film, zaradi česar so leta 2004 izdali še DVD z režiserjevim odlomkom v dveh delih.

## Igralska zasedba
- Jake Gyllenhaal kot Donald »Donnie« Darko
- Jena Malone kot Gretchen Ross
- Mary McDonnell kot Rose Darko
- Holmes Osborne kot Edward »Eddie« Darko
- Katharine Ross kot dr. Lilian Thurman
- James Duval kot Frank
- Maggie Gyllenhaal kot Elizabeth Darko
- Drew Barrymore kot Karen Pomeroy
- Patrick Swayze kot Jim Cunningham
- Noah Wyle kot dr. Kenneth Monnitoff
- Daveigh Chase kot Samantha »Sam« Darko
- Beth Grant kot Kitty Farmer
- Stuart Stone kot Ronald Fisher
- Alex Greenwald kot Seth Devlin
- Seth Rogen kot Ricky Danforth
- Patience Cleveland kot Roberta Sparrow
- Jolene Purdy kot Cherita Chen
- Ashley Tisdale kot Kim
- Jerry Trainor kot Lanky Kid
- David St. James kot Bob Garland